# 2012年ロンドンオリンピックのグルジア選手団
2012年ロンドンオリンピックのグルジア選手団（2012ねんロンドンオリンピックのグルジアせんしゅだん）は、2012年7月27日から8月12日にかけてイギリスの首都ロンドンで開催された2012年ロンドンオリンピックのグルジア選手団、およびその競技結果。

## 概要
今大会は金メダル1個、銀メダル2個、銅メダル3個の合計6個のメダルを獲得した。
レスリング男子フリースタイル120kg級でダビト・モジマナシャビリが銀メダルを獲得したが、ドーピング再検査で陽性反応を示したことで2019年に剥奪された。なお、モジマナシャビリは2017年、ウズベキスタンに国籍を変更していた。

## 選手団
- 人員: 選手 35人
- 開会式旗手: ニーノ・サルクワゼ

## メダル
| メダル | 選手名                           | 競技       | 種目                             | 日付（現地） |
| ------ | -------------------------------- | ---------- | -------------------------------- | ------------ |
| 金     | ラシャ・シャフダトゥアシビリ     | 柔道       | 男子66kg級                       | 7月29日      |
| 銀     | レバズ・ラシヒ                   | レスリング | 男子グレコローマンスタイル60kg級 | 8月6日       |
| 銀     | ヴラディメル・ヒンチェガシヴィリ | レスリング | 男子フリースタイル55kg級         | 8月10日      |
| 銅     | マヌチャー・ツカダイア           | レスリング | 男子グレコローマンスタイル66kg級 | 8月7日       |
| 銅     | ダト・マルサジシビリ             | レスリング | 男子フリースタイル84kg級         | 8月11日      |
| 銅     | ゲオルギ・ゴグチェリーゼ         | レスリング | 男子フリースタイル96kg級         | 8月12日      |
| 剥奪   | ダビト・モジマナシャビリ         | レスリング | 男子フリースタイル120kg級        | 8月11日      |

## 種目別選手・スタッフ名簿及び成績

### アーチェリー
- クリスティン・エセブア（女子個人）第2回戦敗退

### 陸上競技
- ダビド・イラリアニ（男子110m障害）13秒90 予選敗退
- Maciej Rosiewicz（男子50km競歩）4時間5分20秒
- Boleslav Skhirtladze（男子走り幅跳び）7.26m 予選敗退
- Maiko Gogoladze（女子走り幅跳び）記録無し 予選敗退

### ボクシング
- Merab Turkadze（男子バンタム級）第1回戦敗退

### 自転車 ロード
- Giorgi Nadiradze（男子個人ロードレース）

### トランポリン
- ルバ・ゴロビナ（女子）52.925 決勝

### 柔道
- ベトキル・シュクバニ（男子60kg級）第2回戦敗退
- ラシャ・シャフダトゥアシビリ（男子66kg級）金メダル獲得
- ヌグザル・タタラシビリ（男子73kg級）第1回戦敗退
- アヴタンディル・ツィリキシビリ（男子81kg級）第3回戦敗退
- ヴァルラーム・リパルテリアニ（男子90kg級）第2回戦敗退
- レヴァン・ゾルゾリアニ（男子100kg級）第2回戦敗退
- アダム・オクルアシビリ（男子100kg超級）第1回戦敗退

### 射撃
- ニーノ・サルクワゼ（女子25mピストル、エアピストル）其々予選敗退

### 競泳
- イラクリ・ボルクバゼ（男子200m平泳ぎ）2分15秒86 予選敗退

### テニス
- アンナ・タチシビリ（女子シングルス）第2回戦敗退
- マルガリタ・チャフナシビリ、アンナ・タチシビリ（女子ダブルス）第1回戦敗退

### ウエイトリフティング
- Raul Tsirekidze （男子85kg級）362
- ギア・マチャワリアニ（男子105kg級）失格
- イラクリ・トゥルマニゼ（男子105kg超級）433

### レスリング
- ブラディメル・キンチェガシャビリ（男子フリースタイル55kg級）銀メダル獲得
- マルハズ・ザルクア（男子フリースタイル60kg級）準々決勝敗退
- オタル・トゥシシビリ（男子フリースタイル66kg級）第2回戦敗退
- ダビト・フツシビリ（男子フリースタイル74kg級）準々決勝敗退
- ダト・マルサジシビリ（男子フリースタイル84kg級）銅メダル獲得
- ゲオルギ・ゴグチェリーゼ（男子フリースタイル96kg級）銅メダル獲得
- ダビト・モジマナシャビリ（男子フリースタイル120kg級）銀メダル獲得、のちにドーピング違反が発覚し剥奪
- レバズ・ラシヒ（男子グレコローマン60kg級）銀メダル獲得
- マヌチャー・ツカダイア（男子グレコローマン66kg級）銅メダル獲得
- ズラビ・ダトゥナシビリ（男子グレコローマン74kg級）準々決勝敗退
- ブラディメル・ゲゲシゼ（男子グレコローマン84kg級）3位決定戦敗退
- Soso Jabidze（男子グレコローマン96kg級）第2回戦敗退
- グラム・フェルセリゼ（男子グレコローマン120kg級）3位決定戦敗退